# Chevaux dans le paysage
Chevaux dans le paysage est une aquarelle avec crayon sur papier du peintre expressionniste Franz Marc. Il s'agit probablement d'une étude préparatoire (modello) à la peinture Les Grands Chevaux bleus, qui est considérée comme disparue. En novembre 2013, cette œuvre a fait l'objet d'une attention internationale car elle faisait partie du Trésor artistique de Munich. Elle est l'une des premières onze œuvres qui ont été dévoilées par le procureur d'Augsbourg.

## Description
Les trois chevaux sont peints de côté ou de dos dans des tons brun-bleus. Ils sont debout et leurs têtes sont tournées vers la gauche devant un paysage montagneux sous un ciel rempli de nuages blancs. Les silhouette des chevaux reflètent les montagnes. Deux petits troncs d'arbres blancs sans branche, au premier plan et en arrière-plan, forment des diagonales. Le tronc du premier plan est effleuré par un cheval. L'aquarelle est exécutée sur du papier brun, ses bords sont irréguliers. Elle est signée sur le côté gauche mais n'est pas datée.

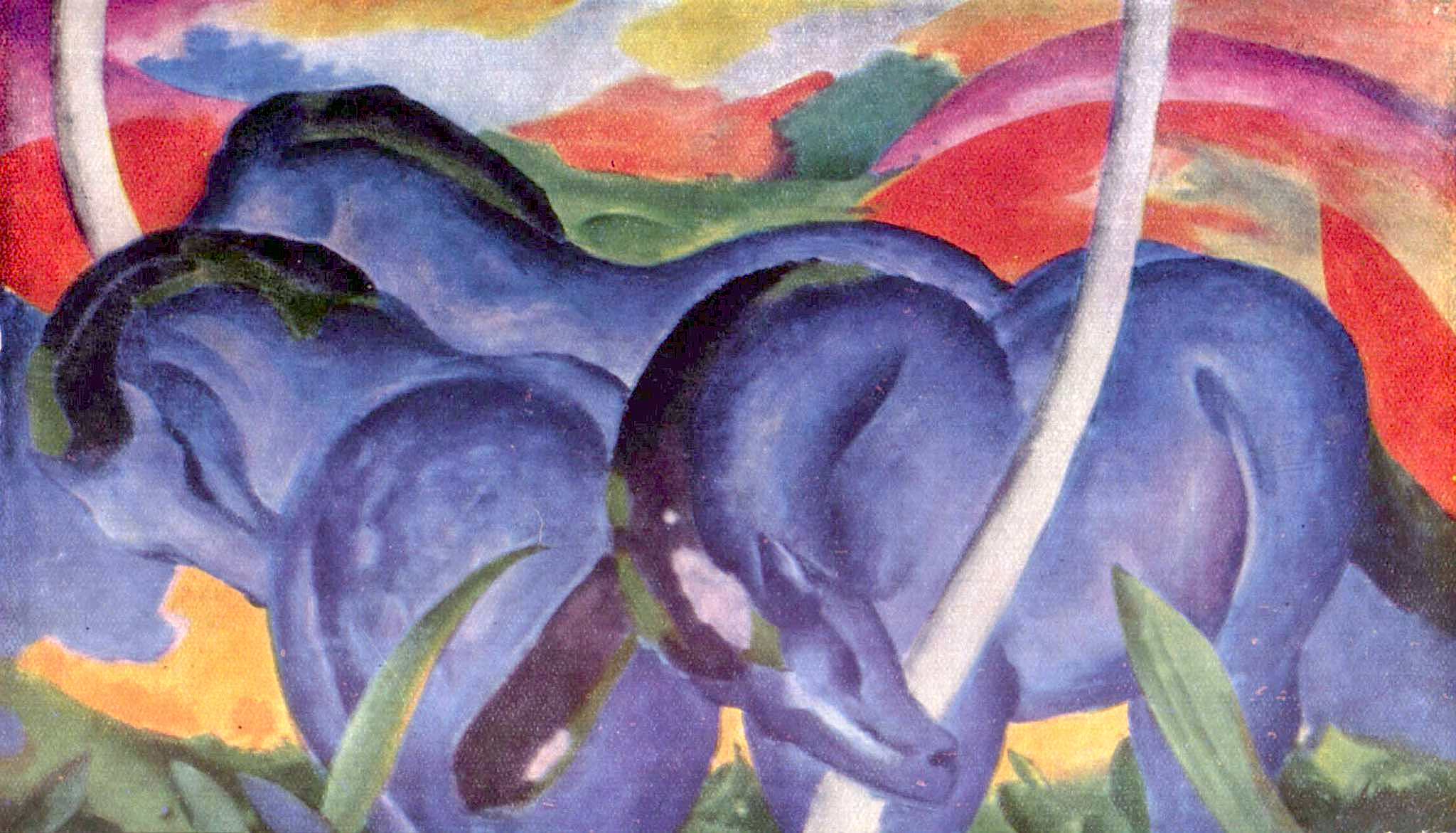
Les Grands Chevaux bleus (1911) ; depuis 1942, dans la collection du Walker Art Center de Minneapolis.

La célèbre peinture à l'huile, Les Grands Chevaux bleus (106 × 181 cm), réalisée la même année d'après cette étude, comporte le même motif dans des tons différents. Les corps des chevaux sont dans un bleu soutenu, le ciel et le paysage dans les tons rouges et violets qui ne reflètent pas la réalité. C'est également en 1911 que Marc a peint Cheval bleu I et Cheval bleu II. Dans toutes les représentations de chevaux de cette période, Marc fait du bleu non une « couleur d'apparence » ((de) Erscheinensfarbe) mais une « couleur d'essence » ((de) Wesensfarbe).
Le bleu représente chez Marc le principe masculin. Représenter un animal, c'est « spiritualiser le monde ». Les chevaux bleus représentent, à l'instar des fleurs bleues du romantisme, la quête de la libération de la pesanteur terrestre et des entraves matérielles. Ce motif des chevaux bleus réapparait en 1913 dans La Tour des chevaux bleus, toile disparue depuis 1945.

## Origine
Cette aquarelle faisait partie de la collection du marchand d'art, Hildebrand Gurlitt, dont a hérité son fils Cornelius Gurlitt.
Le précédent propriétaire était le musée Moritzburg à Halle (Saale). L'acquisition avait été réalisée en 1914 par le directeur Max Sauerlandt. Un ex-collaborateur du musée avait reconnu l'œuvre qui n'était documentée qu'en noir et blanc. L'œuvre avait été saisie par les nazis comme art dégénéré. Le musée Moritzburg a demandé sa restitution.